# Фернандес, Рубен (велогонщик)
Рубен Фернандес Андухар (исп. Rubén Fernández Andújar; род. 1 марта 1991, Мурсия, Испания) — испанский профессиональный шоссейный велогонщик, выступающий c 2015 года за команду Movistar Team.

## Выступления
2012
1-й Circuito Guadiana
2013
1-й  Тур де л'Авенир
1-й Этап 4
2015
5-й Тур Даун Андер
6-й Тур Британии
2016
6-й Тур Даун Андер
6-й Тур Польши
6-й Вуэльта Бургоса
2017
7-й Гран-при Мигеля Индурайна

## Статистика выступлений

### Гранд-туры
| Гонка   | 2015 | 2016 | 2017 | 2018 |
| ------- | ---- | ---- | ---- | ---- |
| Джиро   | 62   | —    | —    |      |
| Тур     | —    | —    | —    |      |
| Вуэльта | —    | 33   | НФ   |      |

| —  | Не участвовал  |
| НФ | Не финишировал |